# Dipoena woytkowskii
Dipoena woytkowskii är en spindelart som beskrevs av Claude Lévi 1963. Dipoena woytkowskii ingår i släktet Dipoena och familjen klotspindlar. Inga underarter finns listade i Catalogue of Life.